# Dinocheirus venustus
Dinocheirus venustus är en spindeldjursart som beskrevs av Clarence Clayton Hoff och Clawson 1952. Dinocheirus venustus ingår i släktet Dinocheirus och familjen blindklokrypare. Inga underarter finns listade i Catalogue of Life.